# Eudorcas albonotata
Eudorcas albonotata is een zoogdier uit de familie van de holhoornigen (Bovidae). De wetenschappelijke naam van de soort werd voor het eerst geldig gepubliceerd door W. Rothschild in 1903.

## Voorkomen
De soort komt voor in Zuid-Soedan.